# 教授と僕
『教授と僕』（きょうじゅとぼく）は、藤井みつるによる日本の漫画作品。
『月刊フラワーズ』増刊『凛花』（小学館）にて不定期に掲載されていた。一話完結。副題は「当世浮世男草紙」。
研究一筋だがやる気も根気も覇気もない僕こと暮洋一と、担当教官である太田教授の物語。

## 登場人物
暮 洋一（くれ よういち）
桜森大学の研究生。27歳。大学院を飛び級で3年で単位を取り終わったが、論文を出していないため博士号は持っていない。頭が良く、ひらめきもあるが根気がない。学位を取るためだけが目的のその他大勢と違い、とにかく研究をしたいと考えている。大学の奨学金と図書館のバイトで生計をたてている。
太田（おおた）
桜森大学の史学の教授。暮に慕われている。顔の造作がそっくりな高校生の娘がいる。
太田 胡梨（おおた こりん）
教授の娘。美人で細身の母親に似ず、暮に「教授の分身」と言われるほどそっくり。今時の姫メイクでギャルファッションをしているが、父親の影響で実は大の城好き。

## 書誌情報
- 藤井みつる 小学館〈フラワーコミックスα〉 全2巻
  1. 『教授と僕』 2009年1月9日発売、ISBN 978-4-09-132265-4
  2. 『続・教授と僕』 2009年12月10日発売、ISBN 978-4-09-132825-0